# Commerce
Cet article concerne l'activité commerciale. Pour les autres significations, voir Commerce (homonymie).
« Commercial » redirige ici.  Pour l'activité professionnelle lié à la vente, voir Commercial (métier).
 (décembre 2016).
Si vous disposez d'ouvrages ou d'articles de référence ou si vous connaissez des sites web de qualité traitant du thème abordé ici, merci de compléter l'article en donnant les références utiles à sa vérifiabilité et en les liant à la section « Notes et références ».

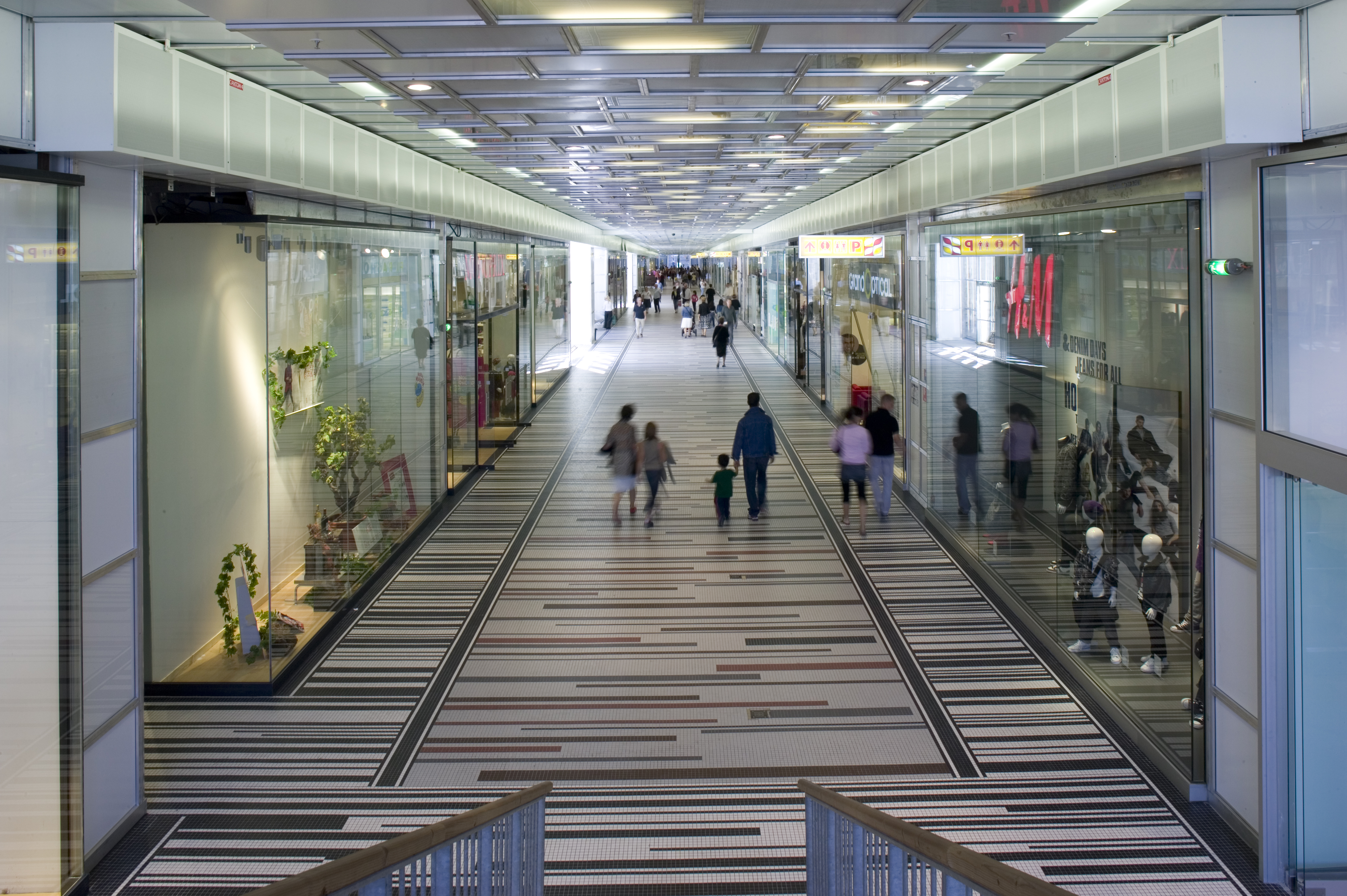
Le commerce moderne, s'inspirant de méthodes industrielles, après avoir engendré les supermarchés et hypermarchés, et les centres commerciaux a produit un véritable « urbanisme commercial » dédié.

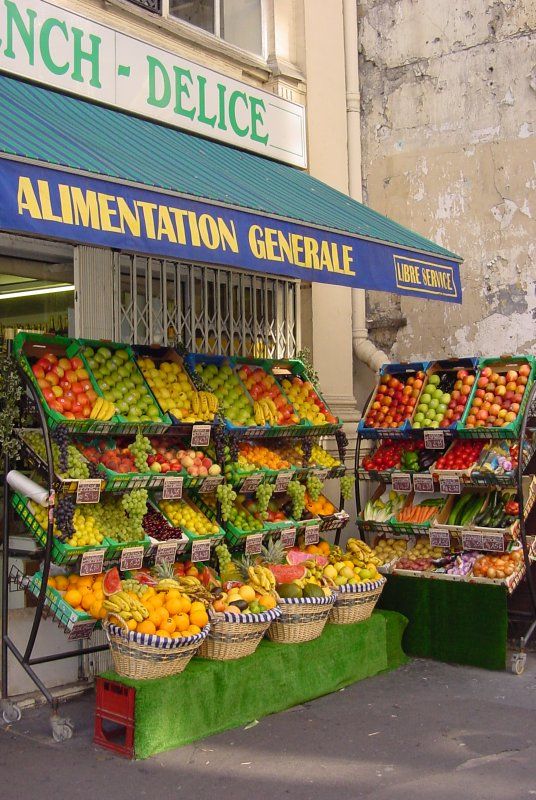
Un petit commerce d'alimentation générale.

Le commerce ou magasin désigne l'activité économique d'achat et de revente de biens et de services, en particulier l'achat dans le but de revendre avec un profit ou un bénéfice.
Le commerce a ses lois propres qui sont recueillies dans les Code de commerce et ses propres juridictions nationales ou internationales. Ayant d'autres finalités que de faire un profit, beaucoup d'activités économiques ou professionnelles comme l'éducation, la police, la culture, la médecine, la justice, l'architecture, la religion, etc. ne relèvent pas du domaine du commerce, mais des lois et des tribunaux civils ou administratif. Avec ses puissants relais d'opinion, l'Organisation mondiale du commerce (OMC) s'efforce d'étendre sa compétence et ses principes de profitabilité sur toutes les activités non commerciales en leur contestant le droit d'avoir des législations et des valeurs désintéressées.
Il résulte du mouvement de spécialisation croissante qui affecte les sociétés humaines :
- division technique du travail à l'échelon des postes de travail ;
- division sociologique du travail à l'échelon des individus ou groupes d'individus ;
- division internationale du travail à l'échelon des territoires et/ou des pays.

Le développement de ces spécialisations explique pourquoi — en retour — les échanges et transactions se sont accrus : entre individus, entre organisations, ou entre individus et organisations (associations ou entreprises) sur un même ou entre territoires/pays.
Le commerce est le prolongement naturel de l'activité de production de biens et services qui peuvent ainsi trouver un débouché dans la commercialisation en direction des marchés et clients potentiellement intéressés.
Par extension, le terme « un commerce » est utilisé en français pour désigner le lieu d'exercice ou l'organisation dans lesquels les participants de cette activité pratiquent leur métier.

## Histoire du commerce

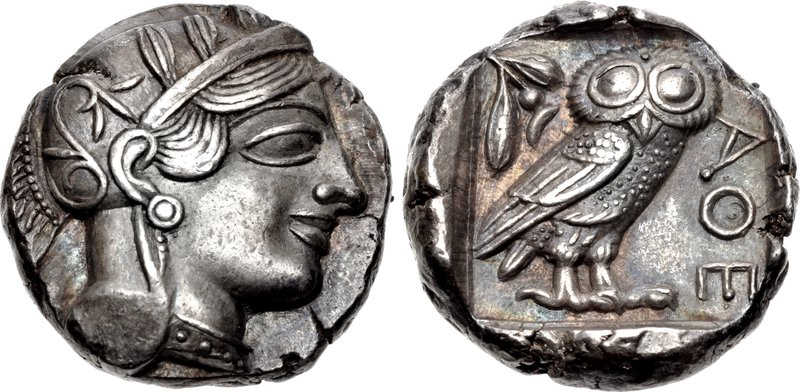
Drachme antique grecque ; l'invention des monnaies dans l'Antiquité a accompagné les achats de biens, de terre et d'esclaves, tout en favorisant la spéculation financière.

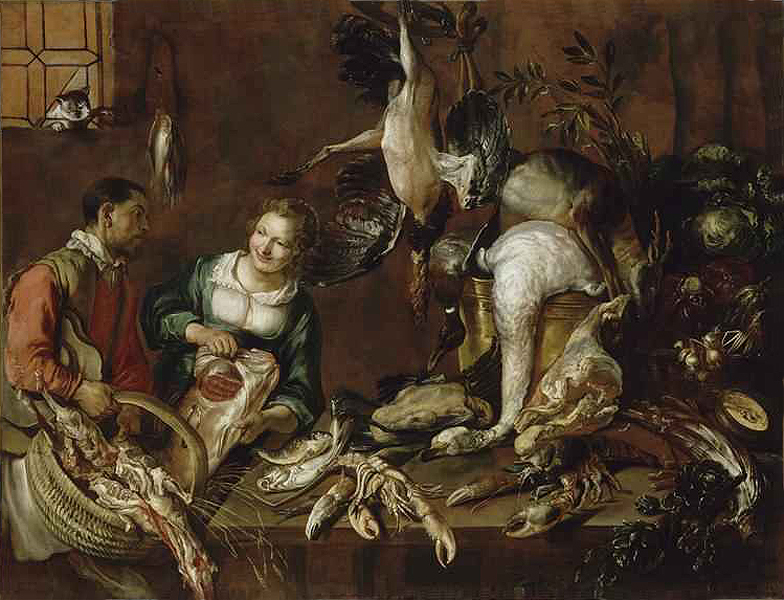
Viande, poissons et crustacés, sur un même étal (ici vers 1700), vu par le peintre Felice Boselli.

Primitivement, le commerce renvoie à une réalité où les rapports humains et les échanges économiques se déroulent essentiellement dans un cadre de voisinage géographique.
Ultérieurement, le commerce désigne l'activité qui fait circuler les marchandises, à plus ou moins longue distance (commerce au long cours) et les propose à la vente sur les marchés ou les foires. Il implique des transactions passées d'individu à individu, agissant pour compte propre ou représentant un tiers ou une entreprise, ainsi que toutes opérations utiles à la concrétisation de l'échange, comme l'appréciation de la valeur d'échange, ou le transfert matériel du bien ou service échangé.
Le commerce est l'une des plus anciennes et importantes inventions de l'humanité. Il a probablement accompagné l'apparition et les premiers développements de l'agriculture au Néolithique. Certains le considèrent comme l'origine des civilisations de l'écriture, qui aurait pu avoir été inventée (il y a 5 500 ans environ) par les commerçants sumériens pour leur comptabilité. L'agriculture primitive aurait été une activité de subsistance, avec dans un premier temps des cultures d'autosubsistances. Puis, sous la pression démographique, les agriculteurs et éleveurs remplacent les chasseurs-cueilleurs. L'utilisation accrue de semences et animaux reproducteurs sélectionnés pour des caractéristiques recherchées, l'usage de la force animale, de différents amendements et engrais autorisent des rendements meilleurs et une production accrue sur de mêmes sols.

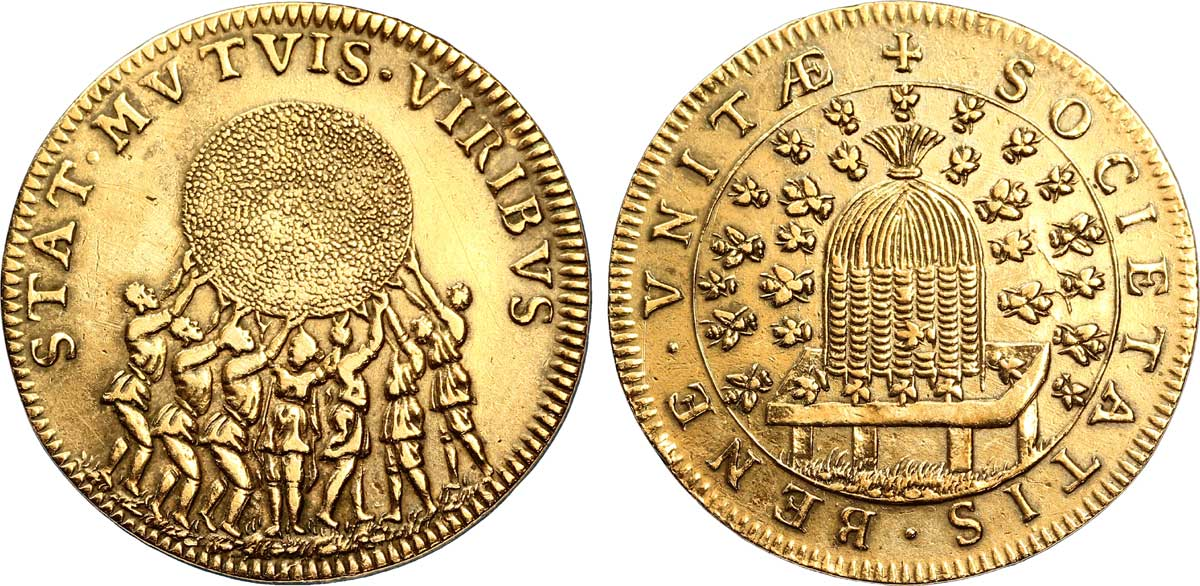
Le corps des marchands réunis (France, avant 1791). Description avers : sept personnages portant à bout de bras le globe terrestre. Description revers : une ruche posée sur un trépied entourée d'essaim d'abeilles.

Le commerce est ainsi facilité (par le fait que les récoltes dépassent le seuil de subsistance). Le surplus produit et stocké va favoriser :
- les échanges qui fournissent l'occasion de troquer avec d'autres le surplus de produit non nécessaire ;
- la spécialisation des tâches, dans la mesure où il n'est plus nécessaire que l'ensemble de la société se consacre à l'agriculture. Ainsi une partie de la population est en mesure de se spécialiser dans d'autres domaines, tels que la poterie ou la métallurgie (du fer, du bronze, de l'argent, du plomb qui permettront aussi l'apparition de la monnaie-métal…).

La révolution industrielle, les progrès des transports et de la chaine du froid et des conserves ainsi que la mondialisation des échanges permettent un commerce international plus étendu et rapide.
Enfin, plus récemment, une tendance (qui fait l'objet de vives polémiques notamment de la part des ONG et des pays pauvres,) apparaît aux États-Unis à la fin du XXe siècle visant à intégrer les services publics, voire les services écosystémiques dans une approche commerciale, encouragée par un « Accord général sur le commerce des services ». Avec le brevetage d'espèces vivantes (variétés agricoles et d'élevage) et la spéculation sur les propriétés pharmaceutiques (ou pour la chimie verte de plantes et d'autres espèces, éventuellement transgéniques, certains parlent de marchandisation du vivant, y compris du génome humain).

## Commerce et droit
Du point de vue juridique, le commerce est tout acte qualifié de commercial par la loi. Ainsi, est commerçant en droit commercial (code commercial) toute personne qui fait profession des actes qualifiés de commerciaux par la loi ; ces actes dépendent de chaque nation.
En France, pour qu'il y ait acte de commerce au sens juridique, il faut qu'au moins l'une des parties, appelé « commerçant » exerce habituellement l'activité d'achat et de revente. En conséquence, quand un particulier vend d'occasion sa voiture à un autre, cela est du ressort du droit civil et non du droit commercial.
Toute finalisation d'une transaction se traduit par un transfert de responsabilité du vendeur vers l'acheteur.

## Commerce et économie
Le commerce a pour moteur la satisfaction des multiples besoins de l'homme. Les connaissances, la force physique et le temps dont dispose celui-ci ne lui permettent pas de produire seul tout ce dont il a besoin pour vivre. La solution consiste pour lui à organiser et diviser le travail : soit d'une part de produire ce qu'il peut et d'autre part d'échanger ce qu'il produit contre ce dont il a besoin et qu'il ne produit pas lui-même.
L'échange de marchandises implique naturellement leur transport : voie maritime, voie terrestre, voie aérienne. Chacun de ces modes présente des avantages et des limites sur le plan du délai, du coût et du risque.
Stockage en amont de l'expédition et distribution en aval complètent les opérations de transport dans le cadre de l'ensemble des opérations de logistique.
L'assurance, quant à elle, offre des solutions financières de protection de la marchandise pendant ces opérations d'acheminement où les risques de détérioration accidentelle, de perte ou de vol existent.

### Commerce, vente et management

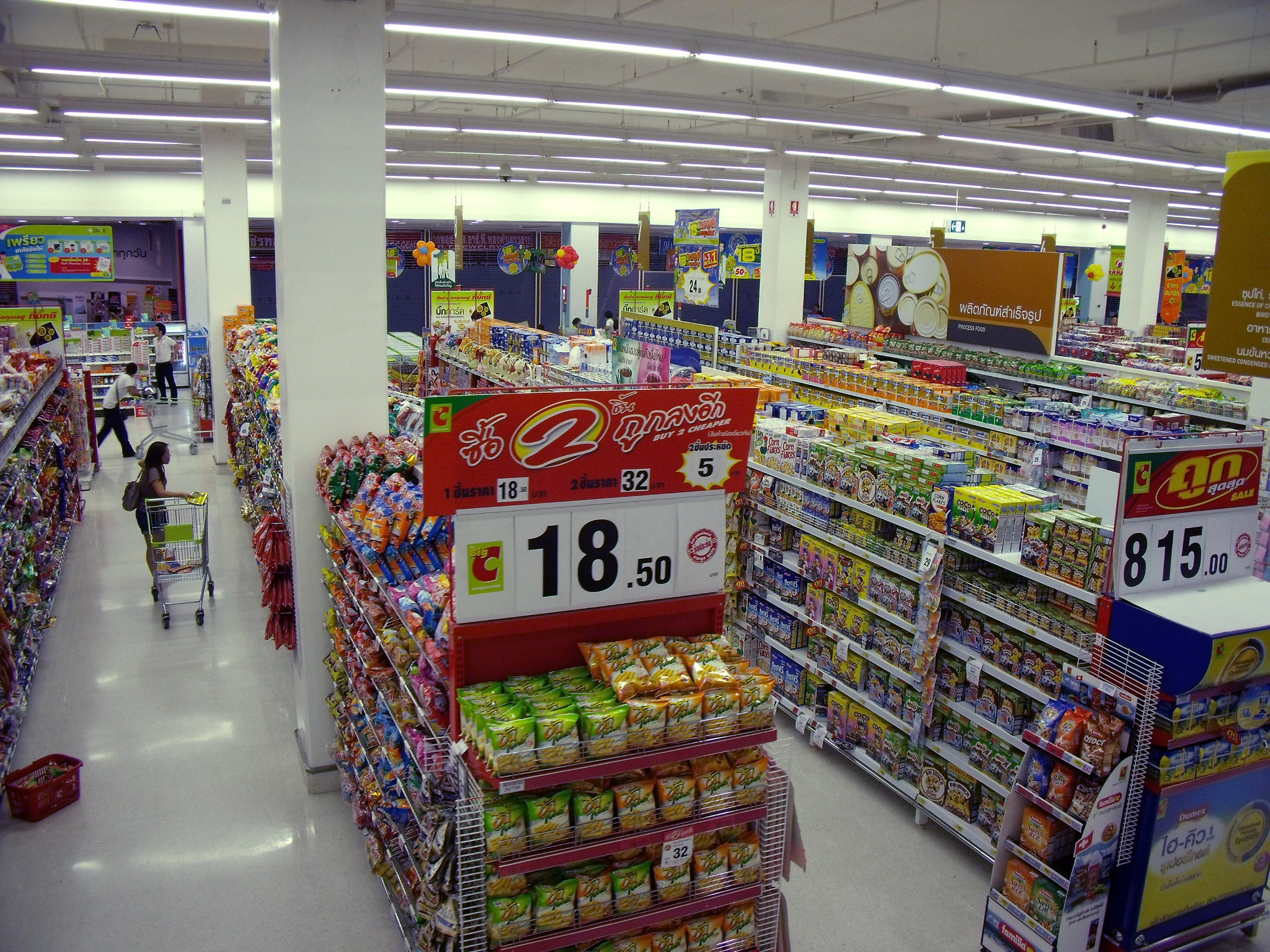
Promotions en tête de gondole dans un commerce à Bangkok en Thaïlande.

Les méthodes, organisations et performances commerciales sont améliorables :
- le marketing apporte ses méthodes pour l'analyse de la cible et les orientations générales situant et cadrant l'effort de commercialisation (marketing-mix, diffusion numérique, diffusion valeur…) ;
- la réflexion sur la politique de distribution s'attache aux décisions prises en matière de canaux de distribution et de relation avec les intermédiaires professionnels intervenant dans la distribution du produit ;
- le merchandising fournit les orientations pour optimiser le rendement des points de vente (depuis l'implantation générale du magasin jusqu'à la mise en scène de chaque linéaire) ;
- Enfin la qualité du commerce ne peut faire l'impasse sur les compétences à la vente ou au négoce des commerciaux.

### Commerce international et commerce national
À l'échelle de la nation :
- Le solde commercial est la représentation du commerce au niveau national. Ce commerce est négocié entre nations par l'Organisation mondiale du commerce. Un commerce équitable peut être envisagé.

À l'échelle de l'organisation :
- Le commerce international est spécifique en matière de droit (propriété intellectuelle…) et management. En France, les chambres de commerce peuvent fournir de nombreuses informations à ce sujet.

## Spécialisation commerciale
La concentration d'une activité commerciale tend vers l’homogénéité des commerces à l’échelle d’un quartier ou d’un îlot urbain. La mono activité d'un quartier favorise la formation de nouvelles polarités commerciales spécialisées dans le tissu urbain. La spécialisation commerciale d'un quartier peut être mal perçue au vu de l'homogénéisation des commerces en fonction de leur localisation ou type d'activité. Elle peut engendrer des problématiques urbaines comme nuire à la diversité des activités commerciales au sein d'un milieu urbain. Néanmoins ce phénomène permet une certaine attractivité locale grâce à la concentration de ces commerces spécialisés.
La spécialisation commerciale s’éloigne de la notion de spécialisation économique qui correspond à la surreprésentation d’un secteur économique (industrie, finance…) en termes de part d’actifs et s’organise à l’échelle d’un pays ou d’une ville.

### Spécialisation commerciale à Paris
Dans Paris, de nombreux quartiers sont concernés par la mono activité qui relèvent de secteurs commerciaux diversifiés :
- Commerce de gros habillement-textile : 2e, 3e et 11e arrondissements ;
- Commerce de gros bijouterie et maroquinerie : 3e arrondissement ;
- Galeries : 3e, 6e et 8e arrondissements ;
- Mode : 8e arrondissement ;
- Commerce exotique : 18e arrondissement ;
- Restauration asiatique : 13e arrondissement ;
- Antiquaires : 15e et 17e arrondissements ;
- Détaillant informatique : 12e arrondissement.

Des politiques pour but de lutter contre la spécialisation commerciale à Paris ont vu le jour, notamment les opérations Vital'Quartier en 2013 puis plus récemment l'objectif Paris'Commerces.

## Le commerce comme lieu de distribution

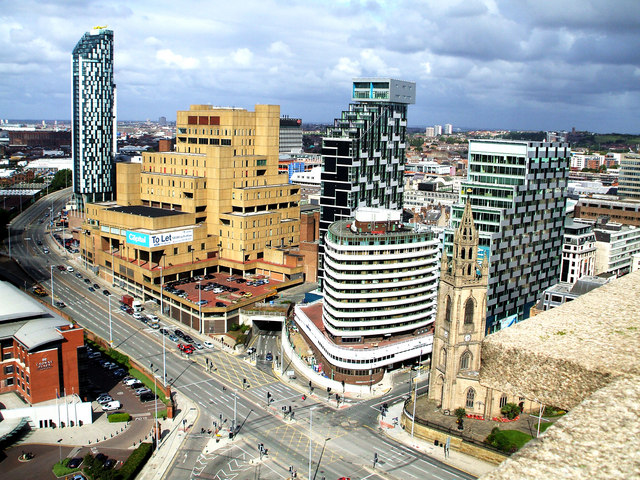
Exemple d'urbanisme commercial et de « quartier commercial » : « Commercial District » de Liverpool.

- Centre commercial

- Vente à distance
  - Commerce électronique (en ligne)
  - Vente privée

## Le commerce et les déchets
Les entreprises de commerce et négoce ont une responsabilité dans la production, récupération, circulation des déchets (dont d'emballage et de suremballage) directement ou indirectement générés par leurs activités, que l'économie circulaire et l'écoconception, cherchent à rendre plus soutenable), notamment pour le secteur de l'emballage (papier, verre, métaux..), de l'électronique, des produits ménagers et le négoce des matériaux. En vertu du principe pollueur-payeur des systèmes de taxes et d'écotaxes contribuent à financer les filières de collecte/recyclage.
En France, conformément au Code de l'environnement, afin de réduire la quantité de déchets mis en décharge légale ou illégale et dans le cadre d'une économie circulaire recyclant mieux les déchets qu'elle génère, et en application du droit européen (comme pour les déchets électriques et électroniques), un décret no 2016-288 du 10 mars 2016 précise les obligations des distributeurs de matériaux en termes de reprise et gestion des déchets ; il est entré en vigueur le 1er janvier 2017. « Tout distributeur de matériaux, produits et équipements de construction à destination des professionnels, qui exploite une unité de distribution, dont la surface est supérieure ou égale à 400 mètres carrés et dont le chiffre d'affaires annuel est supérieur ou égal à 1 million d'euros » doit se préparer à reprendre et gérer les déchets issus des mêmes types de matériaux, produits ou équipements de construction qu'il distribue. Ce décret s'inscrit aussi dans les dispositifs d'« adaptation et de simplification dans le domaine de la prévention et de la gestion des déchets » et d'application de la loi sur la transition énergétique, mais ne concerne pas les enseignes de bricolage. Selon le décret « cette reprise est réalisée sur l'unité de distribution ou dans un rayon maximal de dix kilomètres. Dans le cas où la reprise s'effectue hors de l'unité de distribution, un affichage visible sur [celle-ci] et sur son site internet quand celui-ci existe, informe les producteurs ou les détenteurs de déchets de l'adresse où se situe le lieu de reprise des déchets ». Des représentants du secteur du négoce en matériaux (FNBM, CGI) jugent le délai (2017) trop court.

## Le commerce équitable

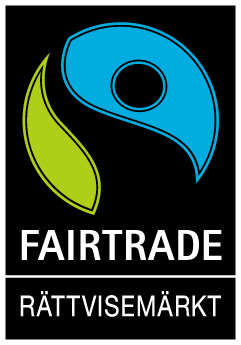
Logo (ici suédois) du commerce équitable (fair-trade).

Le commerce équitable (fair-trade) qui se développe depuis la fin du XXe siècle, introduit une dimension éthique, solidaire et responsable au commerce, et un lien nouveau entre l'acheteur et le producteur, qui dans cette approche doit être correctement payé pour son travail.

## Académie des sciences commerciales
Depuis 1957, l'Académie des sciences commerciales suit les évolutions du secteur commercial et marketing en France et à l'étranger.